# Vrh nad Laškim
Vrh nad Laškim este o localitate din comuna Laško, Slovenia, cu o populație de 137 de locuitori.